# Miguel Ramondetti
Miguel Ramondetti (1923-Villa Bosch, provincia de Buenos Aires, 7 de marzo de 2003) fue un sacerdote católico argentino, militante popular y uno de los fundadores del Movimiento de Sacerdotes para el Tercer Mundo (MSTM)

## Biografía
Estudió Filosofía y Teología en Buenos Aires y en Roma entre 1943 y 1952, año en el que fue ordenado sacerdote. Entre 1968 y 1974 fue el primer secretario general del MSTM.
Además de su tarea pastoral, a lo largo de su vida hizo trabajos de albañilería y electricidad, entre otros oficios. Luego del golpe militar de marzo de 1976, las amenazas y la inseguridad lo llevaron a dejar la ciudad de Goya e instalarse en Buenos Aires, prácticamente en la clandestinidad. En 1977 dejó la Argentina y buscó refugio en Francia, luego en México y finalmente en Nicaragua. Regresó a la Argentina en 1985 y continuó con su tareas pastorales y su militancia social en varias asociaciones vecinales o en grupos de reflexión política.
Miguel Ramondetti colaboró con la revista Cristianismo y Revolución (1966-1971) dirigida por Juan García Elorrio.

### Movimiento de Sacerdotes para el Tercer Mundo
En octubre de 1967 recibió de manos del obispo Alberto Devoto una copia del "Manifiesto de los Obispos del Tercer Mundo", firmado por 18 obispos y cuyo texto estaba en francés. Poco después, junto con Rodolfo Ricciardelli y Andrés Lanson, tradujeron el documento al castellano y lo difundieron en todo el país, logrando la adhesión de 270 sacerdotes argentinos. Más de 500 religiosos de parroquias populares en la Argentina adhirieron al movimiento.
Boletín Enlace, órgano de comunicación del MSTM se publicó entre septiembre de 1968 y mayo de 1973. El objetivo de la publicación era vincular a los adherentes al movimiento. Miguel Ramondetti fue su director en el período 1970-1973.